# Maxime Estève
Maxime Estève (* 26. Mai 2002 in Montpellier) ist ein französischer Fußballspieler, der beim FC Burnley unter Vertrag steht.

## Karriere

### Verein
Estève begann seine fußballerische Ausbildung bei der Olympique de Sainte-André, für die er von 2009 bis 2010 spielte. Anschließend spielte er drei Jahre lang für den FC Canet Roussillon, ehe er in die Jugendakademie des HSC Montpellier wechselte. In der Saison 2019/20 spielte er bereits fünfmal für die zweite Mannschaft in der National 2. Im November 2019 erhielt er bei Montpellier seinen ersten Spielervertrag. 2020/21 bestritt er dort bereits sechs Punktspiele, erzielte ein Tor und gehörte bereits zweimal dem Kader der Profimannschaft an. Am ersten Spieltag der Saison 2021/22 spielte er bei einer 2:3-Niederlage gegen Olympique Marseille das erste Mal in der Ligue 1 und direkt über 90 Minuten. Im September 2021 unterschrieb er schließlich seinen ersten Profivertrag mit dem HSC. Bis auf wenige, aufgrund einer Muskelverletzung versäumte Spiele war er Stammkraft in der Innenverteidigung und bestritt 24 Saisonspiele.
Nach eineinhalb weiteren Spielzeiten als Stammspieler verließ Estève seine Geburtsstadt im Februar 2024 und wechselte zunächst auf Leihbasis zum FC Burnley in die englische Premier League. Dort wurde der Innenverteidiger ebenfalls Stammspieler, stieg mit der Mannschaft am Saisonende jedoch in die EFL Championship ab. Im Sommer 2024 machte der Verein von einer vereinbarten Kaufoption Gebrauch und verpflichtete ihn fest. In der anschließenden Spielzeit 2024/25 bestritt Estève daraufhin sämtliche 46 Ligaspiele und erreichte mit dem Team den direkten Wiederaufstieg zurück in die erste Liga.

### Nationalmannschaft
Estève kam im Spieljahr 2022 in fünf Länderspielen für die U20-Nationalmannschaft zum Einsatz. Für die U21-Nationalmannschaft bestritt er im September 2023 und im Oktober 2024 jeweils ein Länderspiel. Für die U23-Nationalmannschaft spielte er einzig am 25. März 2024 in Montbéliard beim 2:2-Unentschieden im Freundschaftsspiel gegen die US-amerikanische U23-Nationalmannschaft.